# Szumátrai trogon
A szumátrai trogon (Apalharpactes mackloti) a madarak osztályába a trogonalakúak (Trogoniformes) rendjébe és a trogonfélék (Trogonidae) családjába  tartozó faj.
A magyar név forrással nincs megerősítve, lehet, hogy az angol név tükörfordítása (Sumatran Trogon).

## Rendszerezés
Egyes rendszerezők szerint a jávai trogon (Apalharpactes reinwardtii) alfaja Harpactes reinwardtii mackloti néven.

## Elterjedése
Az Indonéziához tartozó Szumátra szigetén honos. A természetes élőhelye a szubtrópusi vagy trópusi nedves hegyi erdők.